# Dom baronowej von Szirmay w Kieżmarku

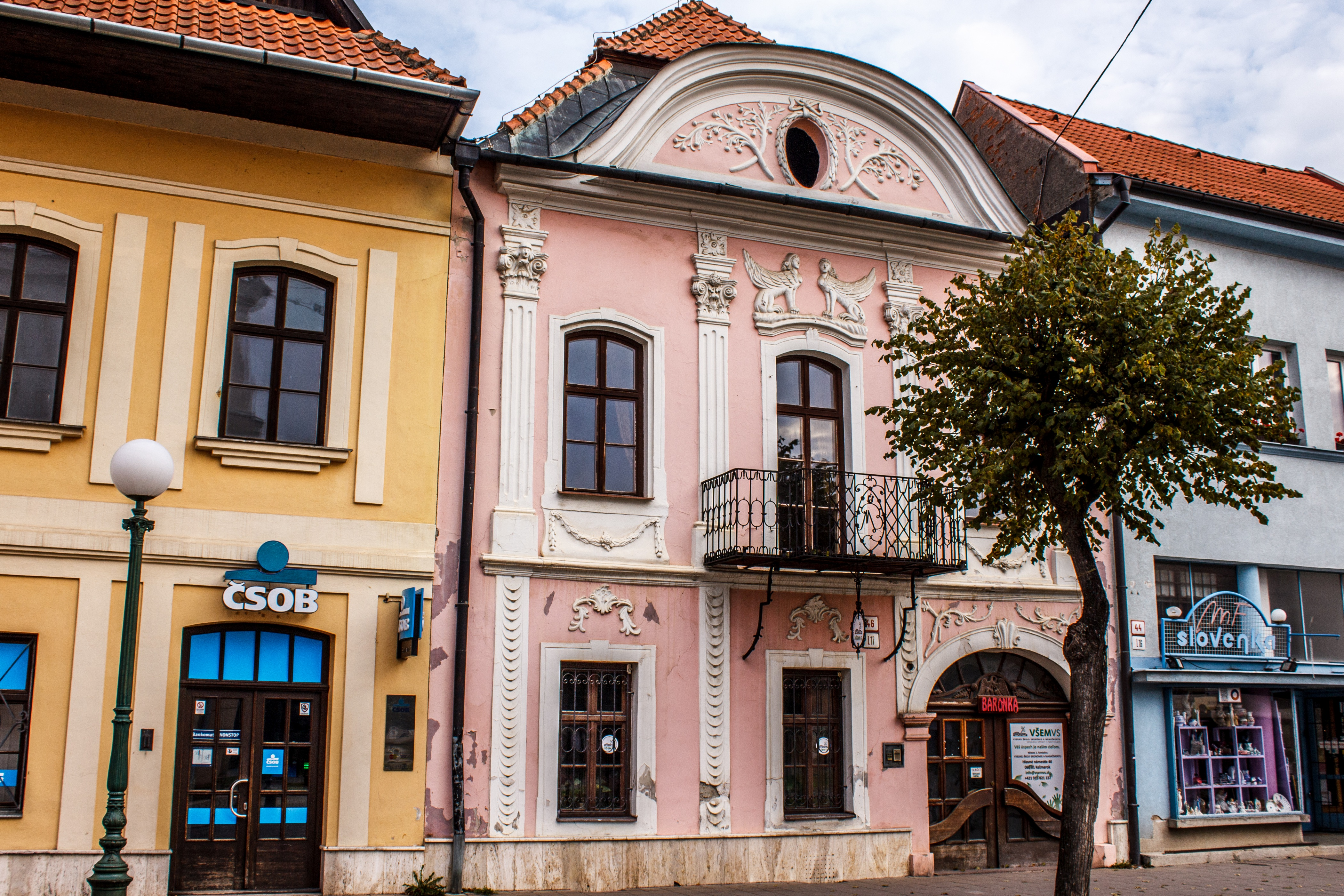
Dom baronowej von Szirmay (Hlavné námestie nr 46)

Dom baronowej von Szirmay – dom w Kieżmarku (Hlavné námestie nr 46) na Spiszu, w północnej Słowacji. Jeden z cenniejszych przykładów dawnej zabudowy mieszkalnej w tym mieście. Obecnie mieści się w nim centrum informacji turystycznej i restauracja "Barónka" (na parterze) oraz miejska galeria wystawiennicza (na piętrze).
Pierwszy murowany budynek w tym miejscu, niewątpliwie gotycki, został postawiony jeszcze w średniowieczu. Na podstawie analogii architektonicznych i odnalezionego gotyckiego portalu można sądzić, że pierwotny dom egzystował tu już w XV w., o ile nie wcześniej. Z początkiem XVII w. został przebudowany w duchu renesansowym. Kolejna gruntowna przebudowa budynku nastąpiła po wielkim pożarze miasta w 1787 r. Przekształcono go wówczas w niewielki pałac typu miejskiego, utrzymany w stylu późnobarokowym. W tym etapie prac powstała m.in. istniejąca do dziś fasada, nowy rozkład pomieszczeń parteru oraz nadbudowa części tylnej budynku.
Budynek murowany, podpiwniczony. Część frontowa piętrowa, dwutraktowa, kryta dachem mansardowym, część tylna dwupiętrowa, dostawiona w kształcie litery „L”. Front trzyosiowy, z niesymetrycznie usytuowaną bramą wejściową z półkoliście zamkniętym portalem, bogato zdobiony ornamentem stiukowym w stylu Ludwika XVI. Na parterze podział tworzą wąskie pilastry z klasycystycznym już motywem pieniążkowym, na piętrze – kanelowane pilastry z kompozytowymi głowicami. W środkowym polu piętra balkon z klasycystyczną już, żelazną balustradą. Szczyt segmentowy z owalnym okienkiem poddasza, obramowanym wieńcem laurowym i roślinnym ornamentem, wykonanymi ze stiuku. We wnętrzach szereg oryginalnych sklepień, od renesansowych w piwnicach i sieni części frontowej po późnobarokowe. Zachowała się również część dawnych ornamentalnych parkietów, kilka barokowych krat i drobnych elementów wystroju wnętrz.
Nie wiemy, czyją własnością był omawiany dom w najwcześniejszym okresie swego istnienia. Wiadomo, że w XVII w. należał do rodziny habánów (anabaptystów wygnanych w drugiej ćwierci XVI w. z krain niemieckich, którzy przez Morawy dotarli do zachodniej Słowacji) - prawdopodobnie jedynej na całym Spiszu. Zapewne rodzina ta opuściła miasto przed prześladowaniami doby kontrreformacji, bowiem zachował się list donacyjny z dnia 25 maja 1669 r., którym Istvan II Thököly daruje omawiany dom (znany wówczas jako Novokrstený) – za wierne służby – Adamowi Bodányiemu. Budynek pozostawał w rękach tej rodziny do lat powojennych. Po wymarciu rodu w linii męskiej jego ostatnią właścicielką była baronowa Jadwiga Maria von Szirmay (de domo Bodányi), zmarła w 1973 r. Budynek, który przejęło miasto, na przełomie lat 70. i 80. XX w. został poddany gruntownej renowacji. Pierwotnie miały w nim się znajdować pomieszczenia dla Miejskiej Rady Narodowej, w tym reprezentacyjna sala obrad. Ostatecznie od 1993 r. na piętrze znajdują się pomieszczenia miejskiej galerii, a od 1996 r. na parterze mieści się punkt informacji turystycznej.